# Liste der Monuments historiques in Rivières-le-Bois
Die Liste der Monuments historiques in Rivières-le-Bois führt die Monuments historiques in der französischen Gemeinde Rivières-le-Bois auf.

## Liste der Immobilien
| Bezeichnung                  | Beschreibung                                    | Standort              | Kennzeichnung | Schutzstatus | Datum | Bild |
| ---------------------------- | ----------------------------------------------- | --------------------- | ------------- | ------------ | ----- | ---- |
| Kirche Nativité-de-la-Vierge | Kapelle mit Oculus und Piscina, 16. Jahrhundert | Rue Jean-Serre (Lage) | PA00079202    | Inscrit      | 1926  |      |